# Rolaspis syrinx
Rolaspis syrinx är en insektsart som beskrevs av Williams 1960. Rolaspis syrinx ingår i släktet Rolaspis och familjen pansarsköldlöss. Inga underarter finns listade i Catalogue of Life.